# Hans Ulrich Jost

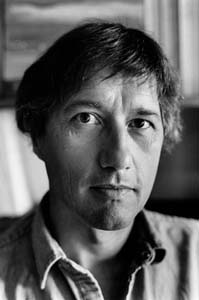
Hans Ulrich Jost, fotografiert von Erling Mandelmann (1988)

Hans Ulrich Jost (* 29. Juli 1940 in Biel) ist ein Schweizer Historiker, Hochschullehrer, Autor und Herausgeber.

## Leben
Jost studierte Geschichte und Soziologie an den Universitäten Zürich und Bern. Er war als Assistent und Dozent am Historischen Institut der Universität Bern tätig und wurde dort 1970 promoviert. Von 1981 bis 2005 war er ordentlicher Professor für Neuere Allgemeine und Schweizergeschichte an der Universität Lausanne. Von 2005 bis 2014 war er Präsident des Editionsprojekts Diplomatische Dokumente der Schweiz (DDS), dem er seit den 1980er Jahren angehört.
Jost war Offizier der Schweizer Armee und Kampfjetpilot. 1970 stürzte er wegen Treibstoffmangels mit einer Mirage IIIS auf ein Feld im Waadtland in der Nähe von Yverdon ab, zuvor konnte er sich über den Schleudersitz retten. Er brach sich zwei Rückenwirbel und war für sechs Wochen in Spitalpflege.
Jost beteiligte sich an der Studentenbewegung 1968. Er versteht sich als linker und kritischer Historiker, der Geschichtsmythen insbesondere betreffend die Rolle der Schweiz im Zweiten Weltkrieg zu überwinden sucht.
Als historischen Schlüsselmoment, dem er immer wieder Publikationen widmete, sieht Jost den Landesstreik. Er nahm auch am Schlusspodium der Landesstreiktagung vom
November 2017 teil und publizierte in der Zeitschrift Widerspruch dazu einen Beitrag.

## Schriften (Auswahl)
- Linksradikalismus in der deutschen Schweiz 1914–1918. Stämpfli, Bern 1973 (Dissertation, Universität Bern, 1970).
- Die Altkommunisten. Linksradikalismus und Sozialismus in der Schweiz 1919–1921. Huber, Frauenfeld 1977.
- Bedrohung und Enge (1914–1945). In: Geschichte der Schweiz und der Schweizer. Bd. 3, Helbing & Lichtenhahn, Basel 1983, S. 101–190.
- Die reaktionäre Avantgarde. Die Geburt der neuen Rechten in der Schweiz um 1900. Chronos, Zürich 1992.
- Von Zahlen und Macht. Statistiker, Statistik und politische Autoritäten in der Schweiz 18. bis 20. Jahrhundert. Bundesamt für Statistik, Bern 1995.
- Politik und Wirtschaft im Krieg. Die Schweiz 1938–1948. Chronos, Zürich 1998.
- Europa und die Schweiz 1945–1950. Europarat, Supranationalität und schweizerische Unabhängigkeit. Chronos, Zürich 1999.
- Von Zahlen, Politik und Macht. Geschichte der schweizerischen Statistik. Unter Mitarbeit von Carlo Malaguerra Chronos, Zürich 2016. ISBN 978-3-0340-1330-7

## Film
- Hans-Ulrich Jost, historien. La Suisse démystifiée. Films Plans-Fixes, 2020, 49 Min.